# Chicago Bulls 2019-2020
La stagione 2019-20 dei Chicago Bulls è stata la 54ª stagione della franchigia nella NBA.

## Scelta draft
| Giro | Scelta | Giocatore      | Ruolo | Nazionalità | Università/Squadra  |
| ---- | ------ | -------------- | ----- | ----------- | ------------------- |
| 1    | 7      | Coby White     | P     | Stati Uniti | N. Carol. Tar Heels |
| 2    | 38     | Daniel Gafford | C     | Stati Uniti | Ark. Razorbacks     |

## Roster
| \| Pos. \| Num. \| Naz. \| Nome \| Altezza \| Peso \| Data nascita \| Provenienza \| \| ----- \| ---- \| ---- \| ----------------------- \| ------- \| ------ \| ------------ \| --------------- \| \| P \| 51 \| \| Arcidiacono, Ryan \| 190 cm \| 80 kg \| 26-03-1994 \| Villanova \| \| AG/C \| 34 \| \| Carter, Wendell \| 208 cm \| 117 kg \| 16-04-1999 \| Duke \| \| P \| 32 \| \| Dunn, Kris \| 193 cm \| 95 kg \| 18-03-1994 \| Providence \| \| AG/C \| 6 \| \| Felício, Cristiano (GL) \| 206 cm \| 127 kg \| 07-07-1992 \| CCSE Prep (CA) \| \| C \| 12 \| \| Gafford, Daniel \| 208 cm \| 106 kg \| 01-10-1998 \| Arkansas \| \| G \| 3 \| \| Harrison, Shaquille \| 213 cm \| 116 kg \| 06-10-1993 \| Tusla \| \| AP/AG \| 15 \| \| Hutchison, Chandler \| 201 cm \| 89 kg \| 26-04-1996 \| Boise State \| \| AG/C \| 2 \| \| Kornet, Luke \| 218 cm \| 109 kg \| 15-07-1995 \| Vanderbilt \| \| G \| 8 \| \| LaVine, Zach \| 196 cm \| 84 kg \| 10-03-1995 \| UCLA \| \| AG \| 24 \| \| Markkanen, Lauri \| 213 cm \| 104 kg \| 22-05-1997 \| Arizona \| \| G \| 20 \| \| Mokoka, Adam (TW) \| 196 cm \| 86 kg \| 18-07-1998 \| Francia \| \| AP \| 22 \| \| Porter, Otto \| 203 cm \| 90 kg \| 03-06-1993 \| Georgetown \| \| G/AP \| 31 \| \| Satoranský, Tomáš \| 201 cm \| 95 kg \| 30-10-1991 \| Repubblica Ceca \| \| G \| 28 \| \| Strus, Max (TW) \| 196 cm \| 98 kg \| 28-03-1996 \| DePaul \| \| G \| 45 \| \| Valentine, Denzel \| 198 cm \| 98 kg \| 16-11-1993 \| Michigan State \| \| P \| 0 \| \| White, Coby \| 196 cm \| 84 kg \| 16-02-2000 \| North Carolina \| \| AP/AG \| 21 \| \| Young, Thaddeus \| 203 cm \| 104 kg \| 21-06-1988 \| Georgia Tech \| | Allenatore - Jim Boylen Assistente/i - Dean Cooper - Chris Fleming - Nate Loenser - Shawn Respert - Roy Rogers - Karen Stack Umlauf Legenda - (C) Capitano - (FA) Free agent - (S) Sospeso - (TW) Contratto Two-way - (GL) Assegnato a squadra G League affiliata - (SD) Scelto al Draft - Infortunato Roster • Transazioni · Ultima transazione: 23 dicembre 2019 |                                            |                         |         |        |              |                 |
| Pos. | Num. | Naz.                                       | Nome                    | Altezza | Peso   | Data nascita | Provenienza     |
| P | 51 | Stati Uniti (bandiera) · Italia (bandiera) | Arcidiacono, Ryan       | 190 cm  | 80 kg  | 26-03-1994   | Villanova       |
| AG/C | 34 | Stati Uniti (bandiera)                     | Carter, Wendell         | 208 cm  | 117 kg | 16-04-1999   | Duke            |
| P | 32 | Stati Uniti (bandiera)                     | Dunn, Kris              | 193 cm  | 95 kg  | 18-03-1994   | Providence      |
| AG/C | 6 | Brasile (bandiera)                         | Felício, Cristiano (GL) | 206 cm  | 127 kg | 07-07-1992   | CCSE Prep (CA)  |
| C | 12 | Stati Uniti (bandiera)                     | Gafford, Daniel         | 208 cm  | 106 kg | 01-10-1998   | Arkansas        |
| G | 3 | Stati Uniti (bandiera)                     | Harrison, Shaquille     | 213 cm  | 116 kg | 06-10-1993   | Tusla           |
| AP/AG | 15 | Stati Uniti (bandiera)                     | Hutchison, Chandler     | 201 cm  | 89 kg  | 26-04-1996   | Boise State     |
| AG/C | 2 | Stati Uniti (bandiera)                     | Kornet, Luke            | 218 cm  | 109 kg | 15-07-1995   | Vanderbilt      |
| G | 8 | Stati Uniti (bandiera)                     | LaVine, Zach            | 196 cm  | 84 kg  | 10-03-1995   | UCLA            |
| AG | 24 | Finlandia (bandiera)                       | Markkanen, Lauri        | 213 cm  | 104 kg | 22-05-1997   | Arizona         |
| G | 20 | Francia (bandiera)                         | Mokoka, Adam (TW)       | 196 cm  | 86 kg  | 18-07-1998   | Francia         |
| AP | 22 | Stati Uniti (bandiera)                     | Porter, Otto            | 203 cm  | 90 kg  | 03-06-1993   | Georgetown      |
| G/AP | 31 | Rep. Ceca (bandiera)                       | Satoranský, Tomáš       | 201 cm  | 95 kg  | 30-10-1991   | Repubblica Ceca |
| G | 28 | Stati Uniti (bandiera)                     | Strus, Max (TW)         | 196 cm  | 98 kg  | 28-03-1996   | DePaul          |
| G | 45 | Stati Uniti (bandiera)                     | Valentine, Denzel       | 198 cm  | 98 kg  | 16-11-1993   | Michigan State  |
| P | 0 | Stati Uniti (bandiera)                     | White, Coby             | 196 cm  | 84 kg  | 16-02-2000   | North Carolina  |
| AP/AG | 21 | Stati Uniti (bandiera)                     | Young, Thaddeus         | 203 cm  | 104 kg | 21-06-1988   | Georgia Tech    |

## Classifiche

### Central Division
| Central Division    | Central Division | Central Division | Central Division | Central Division | Central Division | Central Division | Central Division | Central Division |
| Squadra             | V                | S                | V%               | PR               | Casa             | Trasf            | Div              | PG               |
| ------------------- | ---------------- | ---------------- | ---------------- | ---------------- | ---------------- | ---------------- | ---------------- | ---------------- |
| z - Milwaukee Bucks | 56               | 17               | .767             | 0,0              | 30–5             | 26–12            | 13–1             | 73               |
| x - Indiana Pacers  | 45               | 28               | .616             | 11,0             | 25–11            | 20–17            | 8–7              | 73               |
| Chicago Bulls       | 22               | 43               | .338             | 30,0             | 14–20            | 8–23             | 7–9              | 65               |
| Detroit Pistons     | 20               | 46               | .303             | 32,5             | 11–22            | 9–24             | 5–10             | 66               |
| Cleveland Cavaliers | 19               | 46               | .292             | 33,0             | 11–25            | 8–21             | 4–10             | 65               |

### Eastern Conference
| Eastern Conference | Eastern Conference     | Eastern Conference | Eastern Conference | Eastern Conference | Eastern Conference | Eastern Conference |
| #                  | Squadra                | V                  | S                  | V%                 | PR                 | PG                 |
| ------------------ | ---------------------- | ------------------ | ------------------ | ------------------ | ------------------ | ------------------ |
| 1                  | z - Milwaukee Bucks *  | 56                 | 17                 | .767               | –                  | 73                 |
| 2                  | y - Toronto Raptors *  | 53                 | 19                 | .736               | 2,5                | 72                 |
| 3                  | x - Boston Celtics     | 48                 | 24                 | .667               | 7,5                | 72                 |
| 4                  | x - Indiana Pacers     | 45                 | 28                 | .616               | 11,0               | 73                 |
| 5                  | y - Miami Heat *       | 44                 | 29                 | .603               | 12,0               | 73                 |
| 6                  | x - Philadelphia 76ers | 43                 | 30                 | .589               | 13,0               | 73                 |
| 7                  | x - Brooklyn Nets      | 35                 | 37                 | .486               | 20,5               | 72                 |
| 8                  | x - Orlando Magic      | 33                 | 40                 | .452               | 23,0               | 73                 |
|                    |                        |                    |                    |                    |                    |                    |
| 9                  | Wash. Wizards          | 25                 | 47                 | .347               | 30,5               | 72                 |
| 10                 | Charlotte Hornets      | 23                 | 42                 | .354               | 29,0               | 65                 |
| 11                 | Chicago Bulls          | 22                 | 43                 | .338               | 30,0               | 65                 |
| 12                 | N.Y. Knicks            | 21                 | 45                 | .318               | 31,5               | 66                 |
| 13                 | Detroit Pistons        | 20                 | 46                 | .303               | 32,5               | 66                 |
| 14                 | Atlanta Hawks          | 20                 | 47                 | .299               | 33,0               | 67                 |
| 15                 | Cleveland Cavaliers    | 19                 | 46                 | .292               | 33,0               | 65                 |

## Calendario e risultati

### Preseason
Il calendario della preseason è stato annunciato il 23 luglio 2019.

## Mercato

### Prolungamenti contrattuali
| Data     | Giocatore          | Contratto                                 |
| -------- | ------------------ | ----------------------------------------- |
| 11/07/19 | Ryan Arcidiacono   | 9000 $ - 3 anni.                          |
| 18/07/19 | Shaquille Harrison | Parzialmente garantito 898310 $ - 1 anno. |

### Arrivi

#### Draft
| Data     | Giocatore      | Contratto                   | Provenienza         |
| -------- | -------------- | --------------------------- | ------------------- |
| 01/07/19 | Coby White     | Rookie 10879800 $ - 2 anni. | N. Carol. Tar Heels |
| 08/07/19 | Daniel Gafford | Rookie - Non dichiarato     | Ark. Razorbacks     |

#### Free Agent
| Data     | Giocatore        | Contratto                          | Provenienza    |
| -------- | ---------------- | ---------------------------------- | -------------- |
| 06/07/19 | Thaddeus Young   | 41000 $ - 3 anni.                  | Indiana Pacers |
| 07/07/19 | Tomáš Satoranský | (Sign and Trade) 30000 $ - 3 anni. | Wash. Wizards  |
| 18/07/19 | Luke Kornet      | 4500000 $ - 2 anni.                | N.Y. Knicks    |

#### Two Way Contract
| Data     | Giocatore   | Provenienza   |
| -------- | ----------- | ------------- |
| 02/07/19 | Adam Mokoka | Mega Belgrado |

### Cessioni

#### Free agent
| Data     | Giocatore          | Motivo   | Nuova squadra |
| -------- | ------------------ | -------- | ------------- |
| 06/07/19 | Walt Lemon         | Tagliato | free agent    |
| 06/07/19 | Shaquille Harrison | Tagliato | Chicago Bulls |